# アーメン (オランウータン)
アーメン（Ah Meng, 阿明、1960年6月18日?–2008年2月8日）は、シンガポール観光の名物となっていたメスのオランウータンである。種としてはオランウータン属の中でも稀少種のスマトラオランウータンに属する。スマトラオランウータンは違法伐採や密猟により絶滅の危機にさらされ、野生ではインドネシアのスマトラ島の熱帯雨林に7500頭が残るのみとなっている。

## 生涯
インドネシアから密輸されペットとして不法に飼育されていたが、1971年に獣医に保護され、シンガポール動物園で暮らすことになった。当時、アーメンは11歳であった。
以降、アーメンは敷地内で暮らす約20頭の群れの中心的存在となった。その生い立ちのためもあってか、アーメンは群れの他のオランウータンに比べて人間が近づいてくることに慣れており、「アーメンと朝食を」なる企画も組まれた。この企画は、来園者が朝食を取ったのち、オランウータンと写真撮影ができるというものである。これは、アーメンをはじめとするオランウータンと身近に触れ合える機会を提供することにより、オランウータンの生息環境を維持していくことの重要性、またその他の環境問題について、来園者の意識を高めていくことを狙ったものであった。
アーメンは園自体を象徴する存在ともなり、写真がシンガポールの観光宣伝として全世界で使われた。30以上の紀行映画、300以上の記事で、アーメンが取り上げられた。エディンバラ公やマイケル・ジャクソンなど、各国の要人や有名人もアーメンを訪ねてきた。1992年にはそのシンガポール観光に対する寄与が認められ、シンガポール政府観光局から人間以外では初めて、特別観光大使の肩書きを授与された。アーメンには証書のほか、大量のバナナが与えられた。
しかしアーメンも高齢となり、精神的負担になるのではないかという懸念から公の場に出る機会は少なくなっていった。
2008年2月8日、アーメンは老衰で世を去った。48歳、人間の年齢にすれば95歳であった。その子にはオスがシンシンとサトリアの2頭、メスはメダンとホンバオ（紅包、中国の新年に用いられるお年玉袋とオランウータンの赤毛に由来）、サヤン（英語でいうdarlingに相当するマレー語）の3頭、孫は1990年に生まれた1頭を筆頭に6頭いた。2月10日にはシンガポール動物園でアーメンの告別式が行われ、4000人が集まった。
墓には生前にアーメンが好んだドリアンの木が植えられ、等身大の像も作られた。2008年12月、シンガポール動物園で生まれたオランウータンの子は「アーメン・ジュニア」と名付けられた。

## 事件
- 1982年3月、マックリッチ貯水池で広報映像を撮影した際、アーメンが木に登ったまま降りて来なくなった。結局そこで二晩を過ごしたのち、木から落ち、右腕に怪我を負った[3]。
- 1992年3月、アーメンの長年の飼育係であるAlagappasamy Chellaiyahがオランウータンの生態を研究していたフランスの女子学生に対応していたところ、アーメンが嫉妬し、学生に攻撃を加えた[3]。